# Бретнах
Бретнах (фр. Brettnach) насеље је и општина у североисточној Француској у региону Лорена, у департману Мозел која припада префектури Буле Мозел.
По подацима из 2011. године у општини је живело 462 становника, а густина насељености је износила 78,31 становника/km². Општина се простире на површини од 5,9 km². Налази се на средњој надморској висини од 260 метара (максималној 335 m, а минималној 228 m).

## Демографија
| 1962. | 1968. | 1975. | 1982. | 1990. | 1999. | 2011. |
| ----- | ----- | ----- | ----- | ----- | ----- | ----- |
| 354   | 396   | 353   | 363   | 379   | 362   | 462   |

График промене броја становника у току последњих година